# Гергийски циркус
Гергийският (Георгийският) циркус е циркус в северния дял на Пирин планина. Оформен е между Синанишкото странично било, ридът Гредаро и малък безимен рид южно от връх Гергийца.
Циркусната чаша е отворена на северозапад към долината на Влахинска река. На север-североизток циркусът гранични с обширния Влахински циркус. Разделя ги масивният рид Гредаро, който се отделя от Муратов връх в северозападна посока.
Югоизточната граница на Гергийския циркус и циркусът Голямо Спано поле е част от Синанишкото странично било с най-висока точка връх Гергийца. В тази си част билото е скалисто, на места отвесно, с обширни каменопади и ясни следи от ледникова дейност. В подножието на Гергийца се разкриват мраморни и калциево-силикатни скални породи, смесени с гранити.
От Гергийца на северозапад се отделя късо разклонение, завършващо с острия връх Муратова чука. То разделя циркусът на две почти еднакви половини.
Югозападната граница на Гергийския циркус е безимен рид, който се отделя южно от връх Гергийца в югозападна посока и завършва при местността Пещерата.
В Гергийския циркус са разположени пет ледникови езера, три от които със значителни размери и дълбочина. Те дават началото на река Гергийца, ляв приток на Влахинската река. Гергийският циркус е разположен на около 2300 метра надморска височина.